# Missões diplomáticas de Chipre

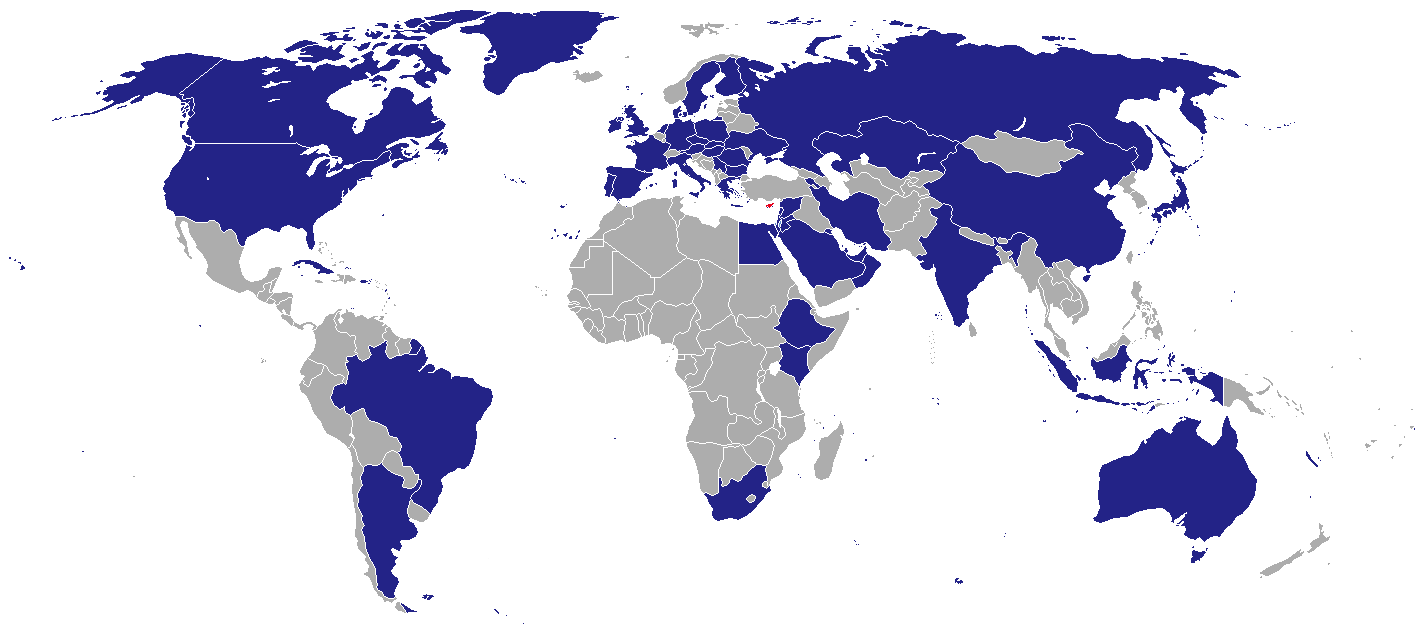
Mapa das missões diplomáticas do Chipre.

Abaixo se encontram as embaixadas, altos comissariados e consulados do Chipre:

## África
- África do Sul
  - Pretória (Alto Comissariado)
- Egito
  - Cairo (Embaixada)
- Líbia
  - Trípoli (Embaixada)

## América

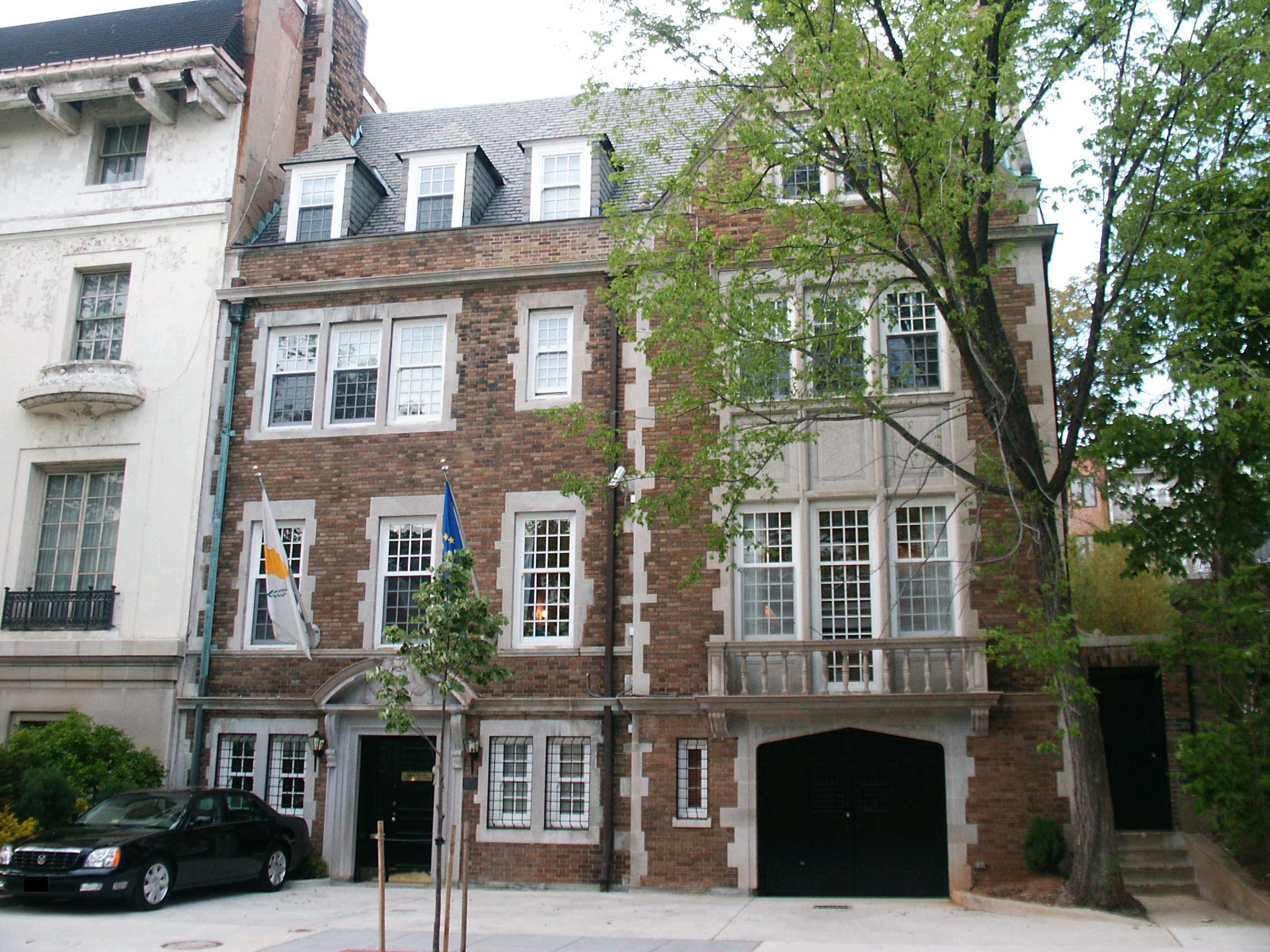
Embaixada do Chipre em Washington, D.C.

- Brasil
  - Brasília (Embaixada)
- Canadá
  - Ottawa (Alto Comissariado)
- Cuba
  - Havana (Embaixada)
- Estados Unidos
  - Washington, D.C. (Embaixada)
  - Nova Iorque (Consulado-Geral)

## Ásia
- China
  - Pequim (Embaixada)
- Índia
  - Nova Deli (Alto Comissariado)
- Irão
  - Teerã (Embaixada)
- Israel
  - Tel Aviv (Embaixada)
- Jordânia
  - Amã (Embaixada)
- Líbano
  - Beirute (Embaixada)

## Europa

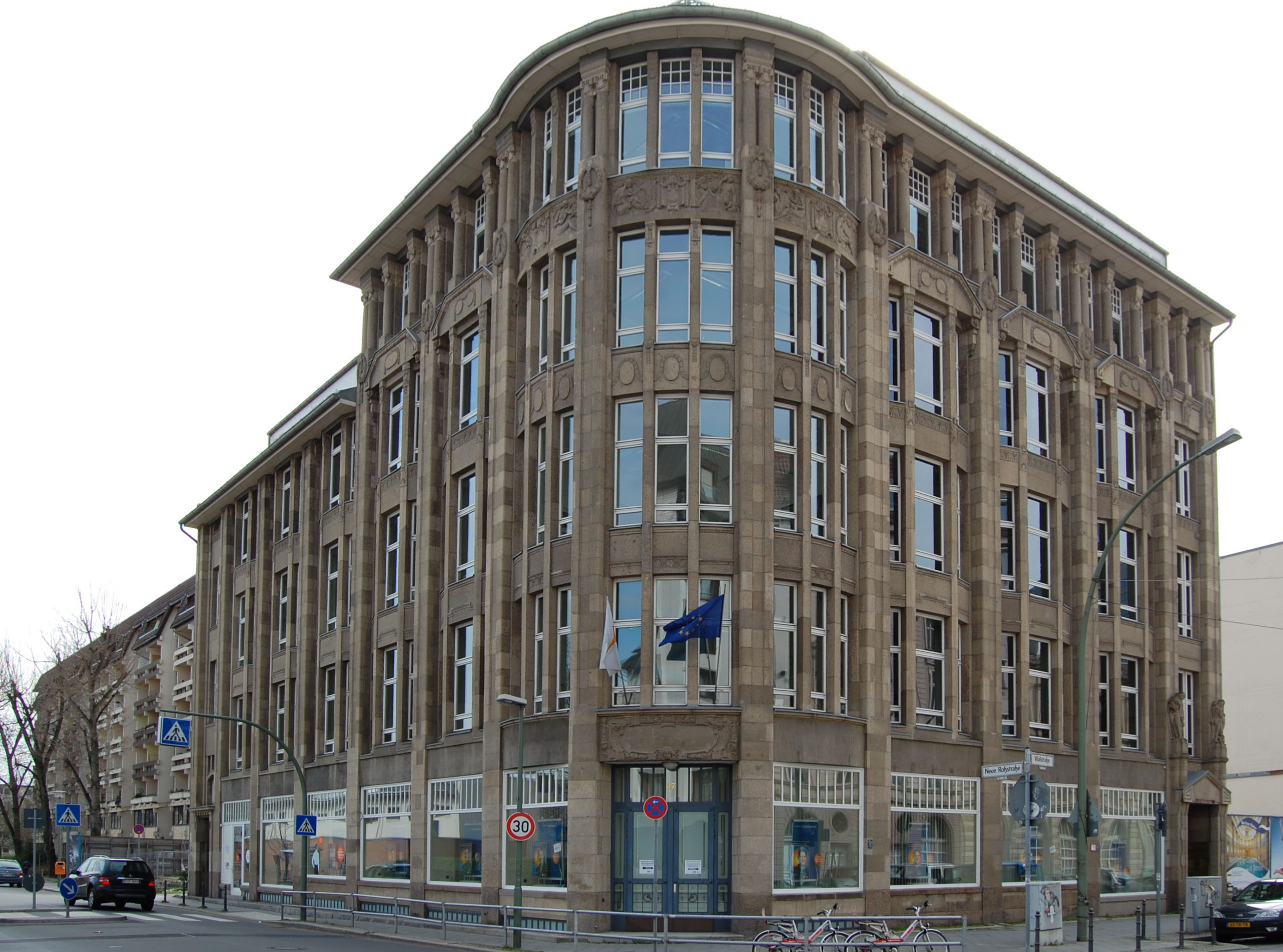
Embaixada do Chipre em Berlim.

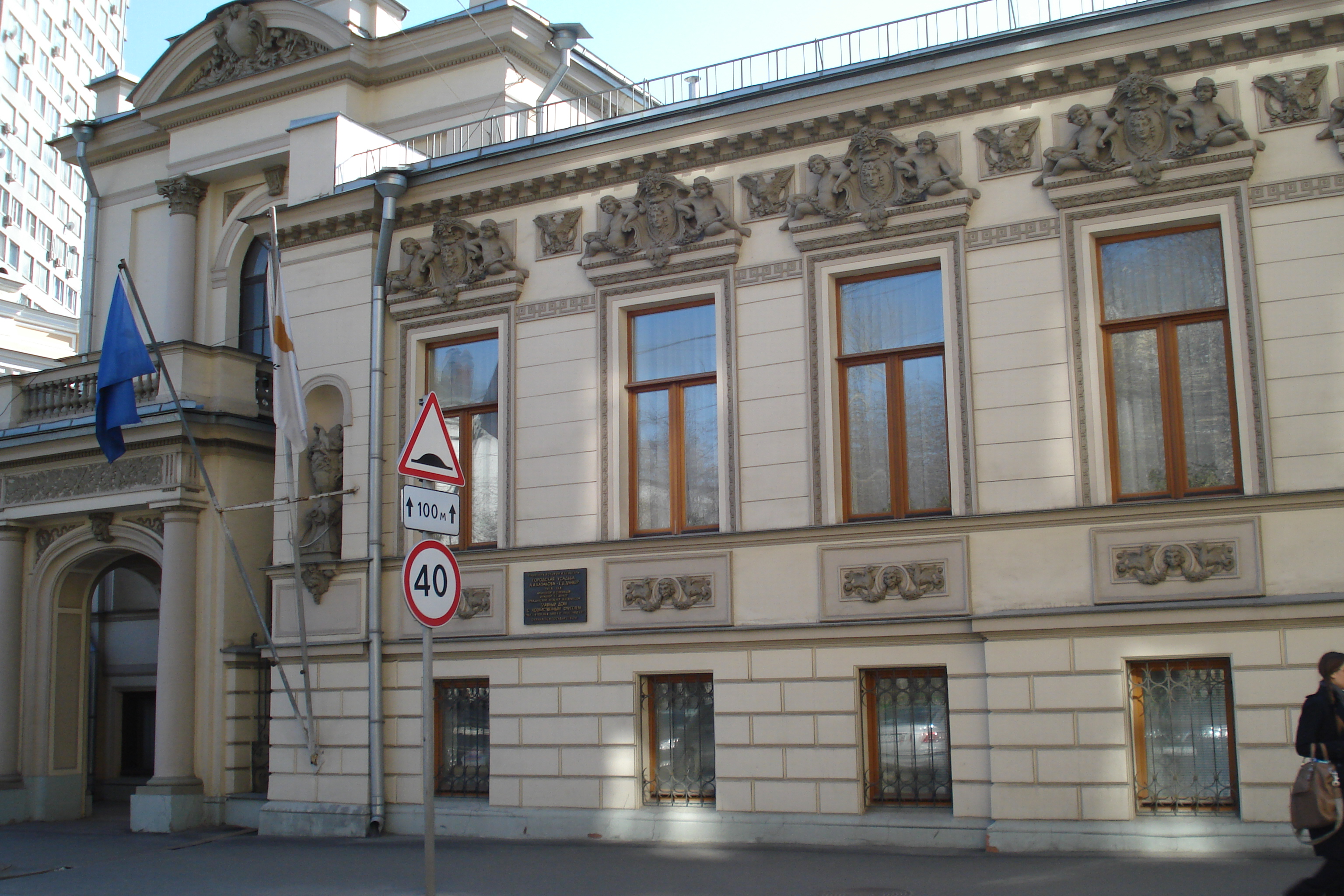
Embaixada do Chipre em Moscou.

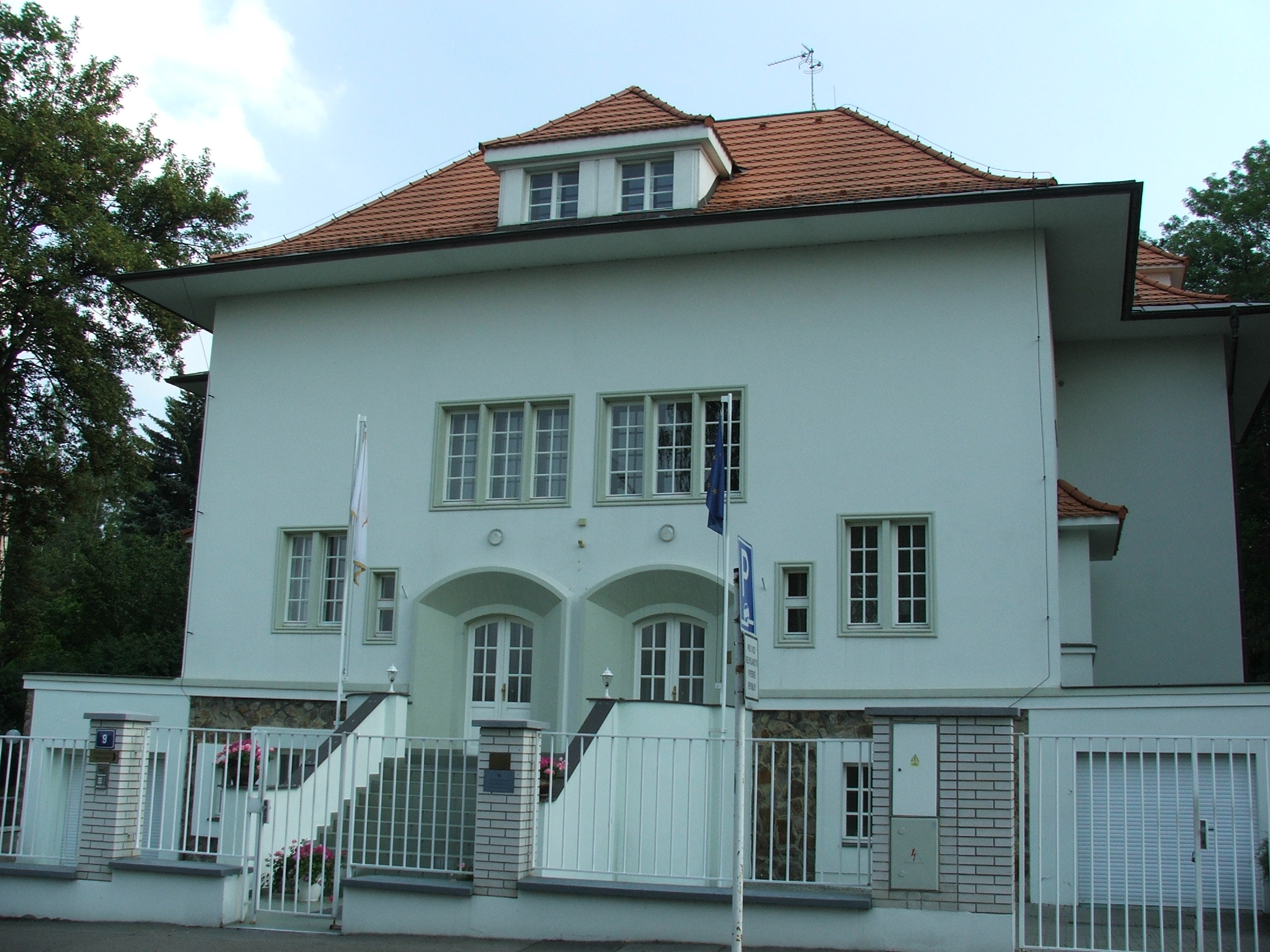
Embaixada do Chipre em Praga.

- Alemanha
  - Berlim (Embaixada)
  - Hamburgo (Consulado-Geral)
- Áustria
  - Viena (Embaixada)
- Bélgica
  - Bruxelas (Embaixada)
- Bulgária
  - Sófia (Embaixada)
- Dinamarca
  - Copenhague (Embaixada)
- Espanha
  - Madrid (Embaixada)
- Finlândia
  - Helsinque (Embaixada)
- França
  - Paris (Embaixada)
- Grécia
  - Atenas (Embaixada)
  - Salônica (Consulado-Geral)
- Hungria
  - Budapeste (Embaixada)
- Irlanda
  - Dublin (Embaixada)
- Itália
  - Roma (Embaixada)
- Países Baixos
  - Haia (Embaixada)
- Polónia
  - Varsóvia (Embaixada)
- Portugal
  - Lisboa (Embaixada)
- Reino Unido
  - Londres (Alto Comissariado)
- Chéquia
  - Praga (Embaixada)
- Roménia
  - Bucareste (Embaixada)
- Rússia
  - Moscou (Embaixada)
- Vaticano
  - Vaticano (Embaixada)
- Sérvia
  - Belgrado (Embaixada)
- Suécia
  - Estocolmo (Embaixada)

## Oceania

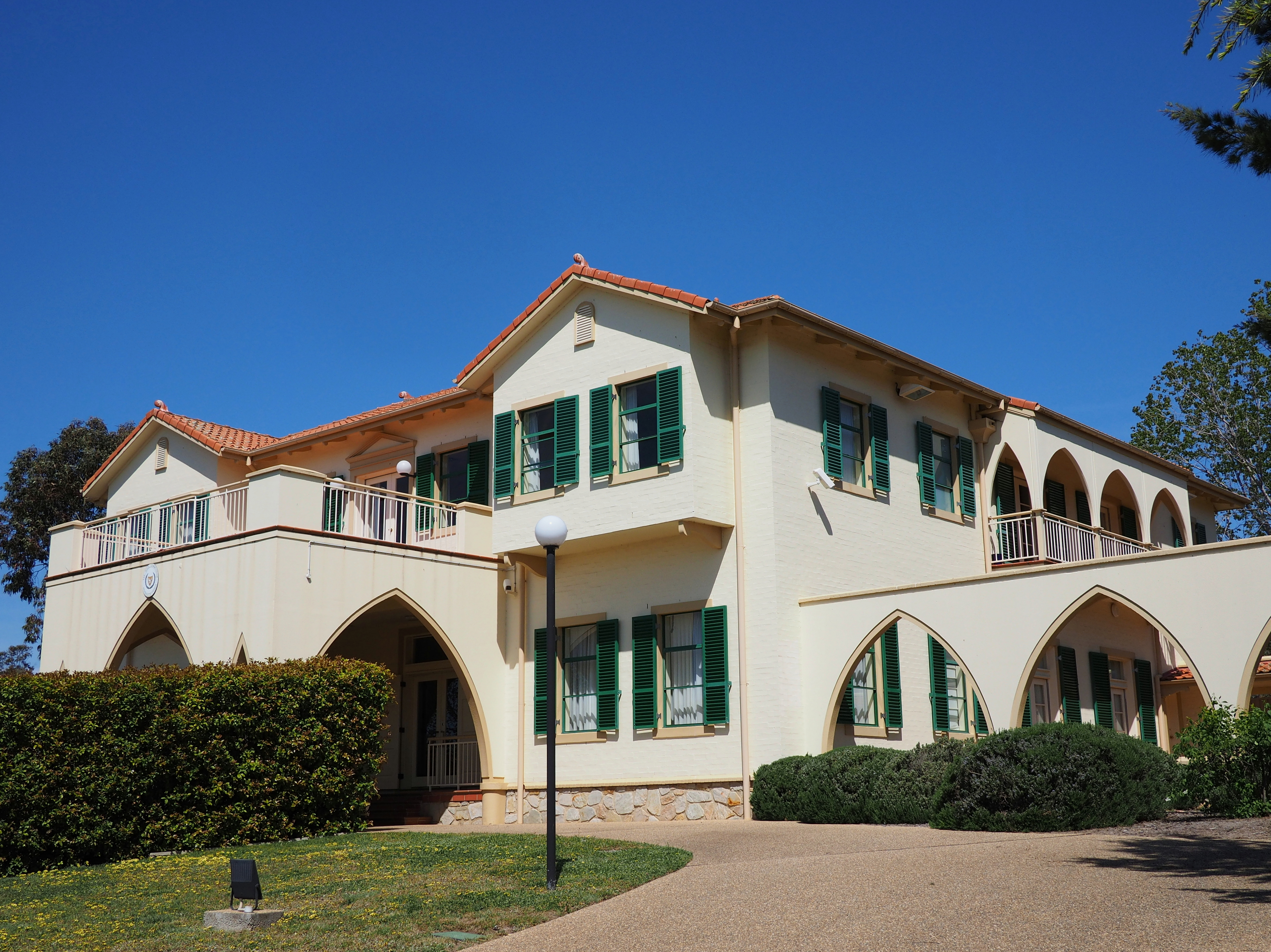
Alto Comissariado do Chipre em Camberra.

- Austrália
  - Camberra (Alto Comissariado)

## Organizações Multilaterais
- Bruxelas (Missão Permanente do Chipre ante a União Europeia)
- Estrasburgo (Missão Permanente do Chipre ante o Conselho da Europa)
- Genebra (Missão Permanente do Chipre ante as Nações Unidas e outras organizações internacionais)
- Nova Iorque (Missão Permanente do Chipre ante as Nações Unidas)
- Paris (Missão Permanente do Chipre ante a Unesco)
- Roma (Missão Permanente do Chipre ante a Organização das Nações Unidas para Agricultura e Alimentação)
- Viena (Missão Permanente do Chipre ante as Nações Unidas)